# 伐氏副獅子魚
伐氏副獅子鱼，为輻鰭魚綱鮋形目杜父魚亞目狮子鱼科的一種魚類。分布於南冰洋海域，屬深海底棲性魚類，棲息深度在水深800-1100公尺，體長可達24公分，生活習性不明。